# Perstorpsgölen
Perstorpsgölen är en sjö i Eksjö kommun i Småland, strax nordväst om själva Eksjö. Den ingår i Emåns huvudavrinningsområde. Sjön har en area på 0,0387 kvadratkilometer och ligger 213,1 meter över havet. På sjön avgjordes 1949 den svenska mästerskapsfinalen i bandy mellan Nässjö IF och Edsbyns IF. För detta blev den kallad SM-gölen.

## Allmänna fakta
Perstorpsgölen är normalt en plats för ädelfiske. Det sätts regelbundet ut regnbåge och öring i sjön, och fiskarna i sjön väger i regel mellan 1 och 4 kilogram.
Insekter som finns i anslutning till sjön är nattsländor, fjädermygg, flicksländor och dykarbaggar.

## SM-finalen 1949
På sjön avgjordes 1949 den svenska mästerskapsfinalen i bandy mellan Nässjö IF och Edsbyns IF då de varma vårvindarna ställde till problem. Spel på Stockholms stadion var uteslutet men i Småland fanns det is. Finalmatchen flyttades därför till Perstorpsgölen, som räknades som neutral plan.
Arrangörsstaben fick fyra dagar på sig att fixa "finalarenan" till den 27 februari 1949. 14 809 personer löste entré, och säkert ett par tusen personer till kom att kanta sjön på naturliga läktare.

### Matchförlopp
- 1–0 i 3:e minuten gjorde Arne "Byllen" Igesten på långskott mot en solbländad målvakt.
- 1–1 i 34:e minuten genom Paul Karlsson efter att Edsbyn kommit igen och pressat hårt.
- 2–1 i 40:e minuten av Gösta Svensson.

Den småländska ledningen i halvtid var något överraskande. I ungefär 20 minuter i andra halvlek var spelet jämnt. Efter det lossnade spelet rejält för Nässjö. 
- 3–1 i 65:e minuten när Igesten ännu en gång gjorde mål.
- 4–1 av Nils "Nicke" Bergström ur sin specialvinkel.
- 5–1 av Gösta Svensson på hörna.
- 6–1 av Rune "Kolarn" Andersson från en klunga framför mål.
- 7–1 av Bergström med en stänkare.

Nässjö IF hade därmed blivit svenska mästare för första gången.

## Delavrinningsområde
Perstorpsgölen ingår i det delavrinningsområde (639550-144884) som SMHI kallar för Ovan Skiverstadån. Medelhöjden är 231 meter över havet och ytan är 21,82 kvadratkilometer. Det finns ett delavrinningsområde uppströms, och räknas det in blir den ackumulerade arean 39,78 kvadratkilometer. Torsjöån (Nybroån) som avvattnar avrinningsområdet har biflödesordning 2, vilket innebär att vattnet flödar genom totalt 2 vattendrag innan det når havet efter 187 kilometer. Delavrinningsområdet består mestadels av skog (70 procent). Avrinningsområdet har 0,57 kvadratkilometer vattenytor vilket ger det en sjöprocent på 2,6 procent. Bebyggelsen i området täcker en yta av 1,57 kvadratkilometer eller 7 procent av avrinningsområdet.